# Olios rubriventris
Olios rubriventris là một loài nhện trong họ Sparassidae.
Loài này thuộc chi Olios. Olios rubriventris được Tord Tamerlan Teodor Thorell miêu tả năm 1881.